# Flaxville (Montana)
Flaxville é uma vila localizada no estado americano de Montana, no Condado de Daniels.

## Demografia
Segundo o censo americano de 2010, a sua população era de 71 habitantes.

## Geografia
De acordo com o United States Census Bureau tem uma área de
0,3 km², dos quais 0,3 km² cobertos por terra e 0,0 km² cobertos por água. Flaxville localiza-se a aproximadamente 848 m acima do nível do mar.

## Localidades na vizinhança
O diagrama seguinte representa as localidades num raio de 56 km ao redor de Flaxville.